# كاناي إيتو
كاناي إيتو (伊藤かな恵 إيتو كاناي) هي مؤدية أصوات يابانية ولدت في 26 نوفمبر 1986 في ناغانو.

## أدوارها في الأنمي

### مسلسلات أنمي تلفزيونية
- شوجو كارا! - آمو هيناموري، دايا
- شوجو كارا!! دوكي - آمو هيناموري، دايا
- شوجو كارا بارتي! - آمو هيناموري، دايا
- أوكامي-سان و رفاقها السبعة - رينغو أكاي
- كامينوميزو شيرو سيكاي - إلسيا دي لوت إيما/إلسي
- كامينوميزو شيرو سيكاي 2 - إلسيا دي لوت إيما/إلسي
- كامينوميزو شيرو سيكاي: الحارسات - إلسيا دي لوت إيما/إلسي
- رايلغان معينة خاصة بالعلم - رويكو ساتين
- رايلغان معينة خاصة بالعلم S - رويكو ساتين
- رايلغان معينة خاصة بالعلم T - رويكو ساتين
- أكسيليريتر معين خاص بالعلم - رويكو ساتين
- ون بيس - بوا هانكوك (أيام الطفولة), كاروت
- غوين ساغا - لوسيا
- كوينز بليد: المحاربة المتجولة - آيري
- كوينز بليد: وريثة العرش - آيري
- غزو! فتاة الحبار - ساناي ناغاتسوكي
- سيكريد سفن - واكانا إيتو
- تو لاف-رو - نانا أستا ديفيلوك
- بيرسونا 4 ذي أنيميشن - آي إبيهارا
- بيرسونا 4 ذا غولدن أنيميشن - آي إبيهارا
- هاناساكو إيروها - أوهانا ماتسوماي
- كود:بريكر - نيانمارو
- سورد آرت أونلاين - يوي
- سورد آرت أونلاين II - يوي
- سورد آرت أونلاين أليسيزيشن - يوي
- طموحات أودا نوبونا - أودا نوبونا
- كنز نانانا ريوغاجو - يوريكا يوميجي
- فتاة الذئب والأمير الأسود - إيريكا شينوهارا
- خليلة (مؤقتة) - ماريكا سايكي
- غود إيتر - هيباري تاكيدا
- البدلة المتنقلة جاندام إيج - لو أنون
- جاندام بيلد دايفرز - نانامي ناناسي
- ديفاين غيت - ميدوري
- إنتقام ماساموني-كن - كيكوني كيبا
- سورا نو مانيماني - ميهوشي أكينو
- أسوماتسو-سان - كينكو إينوياما
- هاروكانا ريسيف - أياسا تاتشيبانا
- لاف لايف! سان شاين!! - ميتو تاكامي

### أوفا أنمي
- شاكوغان نو شانا S - جونكو أوغامي
- كوينز بليد: المحاربات الجميلات - آيري
- كامينوميزو شيرو سيكاي: تينري - إلسيا دي لوت إيما/إلسي

### أفلام أنمي
- سورد آرت أونلاين ذا موفي: أوردينال سكيل - يوي
- لاف لايف! سان شاين!! ذا سكول آيدول موفي أوفر ذا رينبو - ميتو تاكامي
- إندكس معينة خاصة بالسحر: معجزة إنديميون - رويكو ساتين

## أدوارها في ألعاب الفيديو
- دراغون بول زينوفرس - كرونوا
- خليلة (مؤقتة) - ماريكا سايكي
- غود إيتر - هيباري تاكيدا
- غود إيتر بورست - هيباري تاكيدا
- غود إيتر 2 - هيباري تاكيدا
- سورد آرت أونلاين: إنفينيتي مومنت - يوي
- سورد آرت أونلاين: هولو فراغمنت - يوي
- سورد آرت أونلاين: لوست سونغ - يوي
- شوجو كارا!: البيوض الثلاث والجوكر الواقع في الحب - آمو هيناموري، دايا
- ون بيس: بايريت واريورز 4 - كاروت
- واريورز أول-ستارز - وانغ يوانجي

## أدوارها في الدبلجة اليابانية
- مغامرات سامي - سامي الصغير
- مغامرات سامي 2 - إيلا

## وصلات خارجية
- كاناي إيتو على موقع IMDb (الإنجليزية)
- كاناي إيتو على موقع ميوزك برينز (الإنجليزية)
- كاناي إيتو على موقع ديسكوغز (الإنجليزية)
- كاناي إيتو على موقع ديسكوغز (الإنجليزية)
- كاناي إيتو على موقع قاعدة بيانات الفيلم (الإنجليزية)
- كاناي إيتو على موقع ANN person (الإنجليزية)